# Episiphon
Episiphon is een geslacht van weekdieren uit de klasse van de Scaphopoda (tandschelpen).

## Soorten
- Episiphon bordaensis (Cotton & Ludbrook, 1938)
- Episiphon candelatum (Kira, 1959)
- Episiphon didymum (Watson, 1879)
- Episiphon filum (G. B. Sowerby II, 1860)
- Episiphon fistula (Sowerby, 1860)
- Episiphon gazellae Plate, 1908
- Episiphon indefensum V. Scarabino & F. Scarabino, 2010
- Episiphon innumerabile (Pilsbry & Sharp, 1897)
- Episiphon joanae V. Scarabino & F. Scarabino, 2010
- Episiphon kantori V. Scarabino & F. Scarabino, 2010
- Episiphon kiaochowwanense (Tchang & Tsi, 1950)
- Episiphon lacteum V. Scarabino & F. Scarabino, 2010
- Episiphon longum (Sharp & Pilsbry, 1897)
- Episiphon minutissimum Ludbrook, 1954
- Episiphon pichoni Lamprell & Healy, 1998
- Episiphon sominium (Okutani, 1964)
- Episiphon sowerbyi (Guilding, 1834)
- Episiphon subtorquatum (Fischer, 1871)
- Episiphon truncatum (Boissevain, 1906)
- Episiphon virginieae Scarabino, 1995
- Episiphon virgula (Hedley, 1903)
- Episiphon wallisi V. Scarabino & F. Scarabino, 2010